# Buick LeSabre

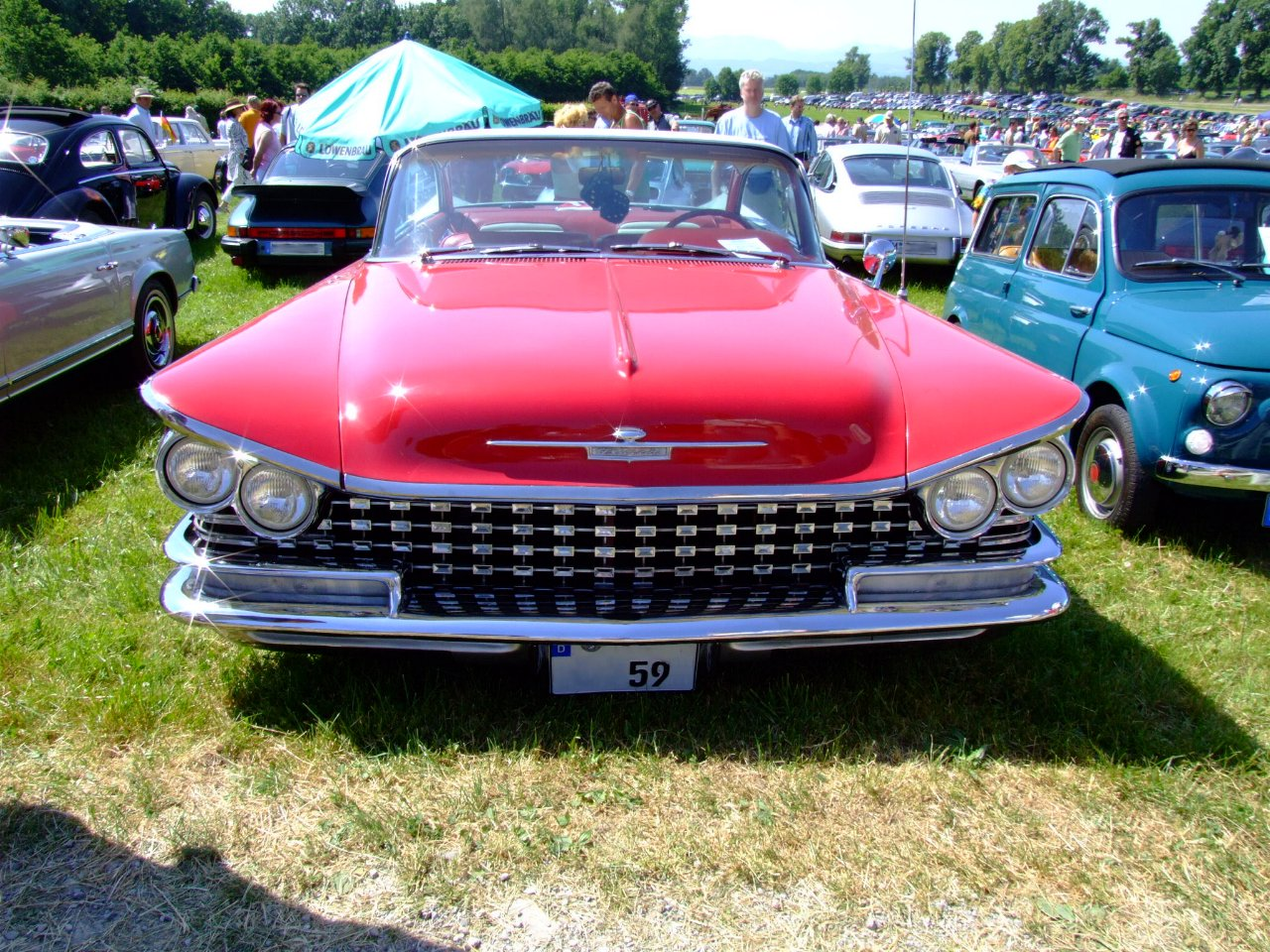
Buick LeSabre från 1959.

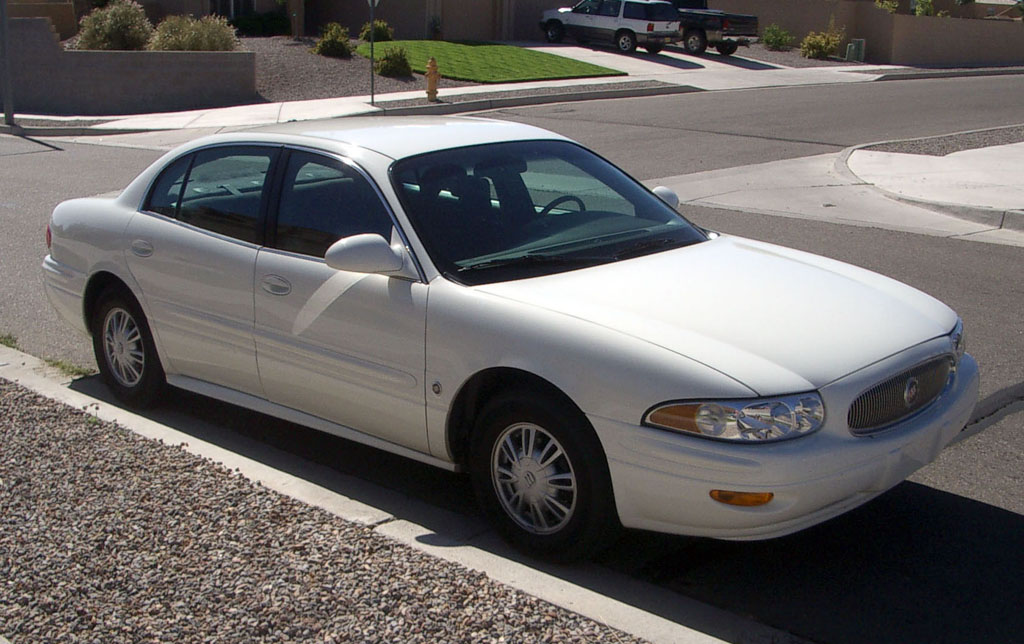
Buick LeSabre från 2000-talet.

Buick LeSabre var en bil som tillverkades av General Motors från 1959 till 2005. Bilen skulle vara god för runt 300km/h vilket var anmärkningsvärt då den lanserades. Den hade också 24 st elmotorer till olika funktioner i bilen.
- Wikimedia Commons har media som rör Buick LeSabre.